# Симон III фон Изенбург-Кемпених
Симон III фон Изенбург-Кемпених (на немски: Simon III von Isenburg-Kempenich; * ок. 1326; † между 5 февруари 1358 и 29 март 1360) е господар на Изенбург-Кемпених.

## Биография
Той е големият син на Симон II фон Изенбург-Кемпених († 1337/1339) и съпругата му Катарина фон Сайн († сл. 1344), дъщеря на граф Йохан I фон Сайн († 1324) и Кунигунда фон Нойербург († 1347). Внук е на Дитрих III (IV) фон Изенбург-Кемпених († 1323/1325).
През 1330 г. баща му се прави единствен собственик на замък Кемпених, което води до кървав конфликт („Kempenicher Fehde“). През 1330 и 1331 г. се състои кървава разправия за замъка и Господство Кемпених между него и брат му Дитрих и братовчед им Герхард фон Кемпених. Герхард печели в конфликта, но умира бездетен. Така накрая баща му става собственик на замъка и господството и продължава линията.
През 1345 г. Симон III подновява алод-договора с архиепископа на Трир Балдуин Люксембургски. През 1348 г. в Кемпених и околността бушува чума.

## Фамилия
Симон III се жени за Хедвиг фон Шьонберг († 1367), дъщеря на Йохан I фон Шьонберг († сл. 1362). Те имат децата:
- Симон IV фон Изенбург-Кемпених (fl 1358 – 1414)
- Йохан II фон Изенбург-Кемпених († 1424), женен за Гертруд фон Хюкелховен († сл. 1421)
- Дитрих V фон Изенбург-Кемпених (fl 1367)
- Хайнрих († 1386/1388), женен за Елизабет Хурт фов Шьонекен († сл. 29 септември 1388)
- Ирмгард (fl 1400/1428), омъжена I. за Емерих Боос фон Валдек († 1397), II. за Филип Боос фон Валдек († 1430)
- Катарина, монахиня в Мюнстербилзен (1380 – 1393)